# Rei-Gran Duc

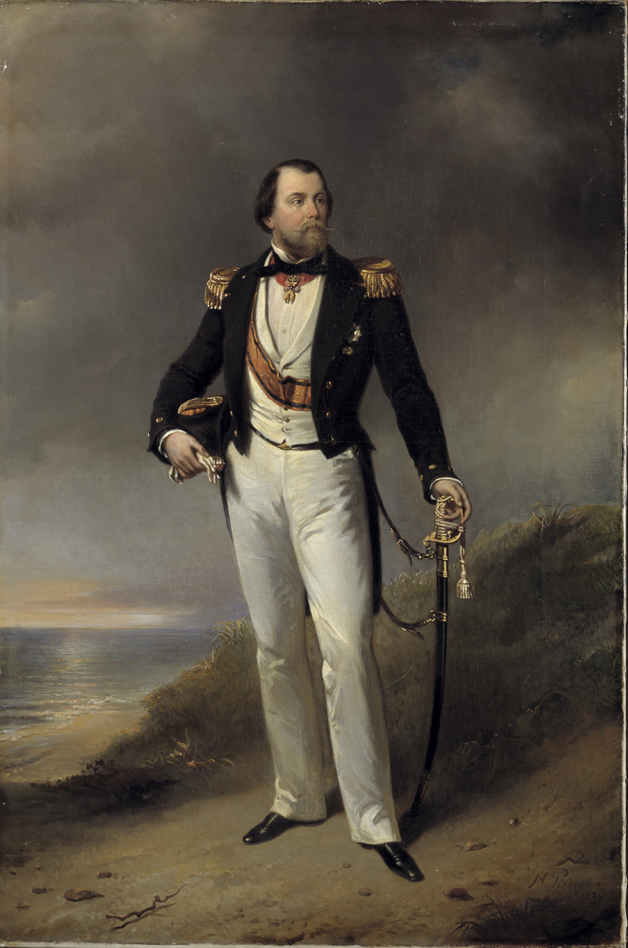
Retrat de Guillem III dels Països Baixos, últim Rei-Gran Duc.

La designació de Rei-Gran Duc va ser el títol que van tenir els tres monarques de la Casa d'Orange-Nassau, que van governar Luxemburg i els Països Baixos en unió personal, entre 1815 i 1890. Per tant, aquests monarques van mantenir els títols de Rei dels Països Baixos i Gran Duc de Luxemburg simultàniament, i, encara que no és estrictament un títol per dret propi, el de «Rei-Gran Duc» es va utilitzar a la legislació i documents oficials de Luxemburg durant tot el període.
Els tres Rei-Gran Duc van ser: 
- Guillem I (15 de març de 1815 fins a 7 d'octubre de 1840)
- Guillem II (7 d'octubre de 1840 fins a 17 de març de 1849)
- Guillem III (17 de març de 1849 fins a 23 de novembre de 1890)

## Separació dels títols
Els títols van ser separats el 1890. En el marc del Pacte de família de Nassau de 1783, totes les terres alemanyes, entre elles el Gran Ducat de Luxemburg, serien heretades per la llei sàlica, mentre que les terres no alemanyes no es van veure afectades. Així, quan Guillemina va heretar la corona dels Països Baixos després de la mort del seu pare, Guillem III, i no va poder heretar la corona de Luxemburg. Per tant, la va obtenir Adolf, ex duc de Nassau, separant els títols i donant fi al període del Rei-Gran Duc.